# Ісла
Ісла (рум. Isla) — село у повіті Муреш в Румунії. Входить до складу комуни Ходоша.
Село розташоване на відстані 263 км на північ від Бухареста, 19 км на північний схід від Тиргу-Муреша, 91 км на схід від Клуж-Напоки, 125 км на північний захід від Брашова.

## Населення
За даними перепису населення 2002 року у селі проживали 349 осіб.
Національний склад населення села:
| Національність | Кількість осіб | Відсоток |
| -------------- | -------------- | -------- |
| угорці         | 270            | 77,4%    |
| цигани         | 74             | 21,2%    |
| румуни         | 5              | 1,4%     |

Рідною мовою назвали:
| Мова      | Кількість осіб | Відсоток |
| --------- | -------------- | -------- |
| угорська  | 258            | 73,9%    |
| циганська | 86             | 24,6%    |
| румунська | 5              | 1,4%     |